# Grande Fratello (seconda edizione)
La seconda edizione del reality show Grande Fratello è andata in onda in diretta in prima serata su Canale 5 dal 20 settembre al 20 dicembre del 2001. È durata 92 giorni, ed è stata condotta da Daria Bignardi, e con la partecipazione dell'inviato Marco Liorni per la seconda volta consecutiva.
L'edizione è stata vinta da Flavio Montrucchio, che si aggiudicato il montepremi di 250 000 000 ₤.

## Concorrenti
L'età dei concorrenti si riferisce al momento dell'ingresso nella casa.
| Concorrente                | Età     | Professione           | Luogo di nascita | Stato                |
| -------------------------- | ------- | --------------------- | ---------------- | -------------------- |
| Flavio Montrucchio         | 26 anni | Promotore finanziario | Torino           | Vincitore            |
| Emanuela "Lalla" Sempio    | 26 anni | Barman                | Milano           | Seconda classificata |
| Amata "Tati" Albero        | 21 anni | Studentessa           | Monopoli         | Terza classificata   |
| Francesco Maria Gaiardelli | 30 anni | Barman                | Domodossola      | Quarto classificato  |
| Alessandro Lukacs          | 26 anni | Odontoiatra           | Napoli           | Eliminato            |
| Mascia Ferri               | 28 anni | Barman                | Ravenna          | Eliminata            |
| Filippo Romeo              | 25 anni | Muratore              | Genova           | Eliminato            |
| Eleonora Daniele           | 25 anni | Bancaria, studentessa | Padova           | Eliminata            |
| Lorenzo Paolini            | 25 anni | Istruttore di fitness | Arezzo           | Eliminato            |
| Emanuela Potini            | 30 anni | Cuoca                 | Ascoli Piceno    | Eliminata            |
| Mathias Mougoue            | 27 anni | Studente              | Ngaoundéré       | Eliminato            |
| Serena Donati              | 25 anni | Imprenditrice         | Viareggio        | Eliminata            |
| Filippo Nardi              | 32 anni | Disc jockey           | Londra           | Ritirato             |
| Laura Marinelli            | 25 anni | Studentessa           | Roma             | Ritirata             |
| Luana Spagnolo             | 26 anni | Disoccupata           | Wynigen          | Espulsa              |
| Giancarlo Bartolomei       | 33 anni | Impiegato             | Roma             | Eliminato            |

## Tabella delle nomination
|             | Settimana 1                         | Settimana 1                        | Settimane 2                      | Settimane 3/4                  | Settimane 5                     | Settimane 6/7                         | Settimane 8/9               | Settimana 10             | Settimana 11                       | Settimana 12                      | Ultima settimana                 | Ultima settimana                 | Numero totale di nomination |
| ----------- | ----------------------------------- | ---------------------------------- | -------------------------------- | ------------------------------ | ------------------------------- | ------------------------------------- | --------------------------- | ------------------------ | ---------------------------------- | --------------------------------- | -------------------------------- | -------------------------------- | --------------------------- |
| Flavio      | Non in casa                         | Non in casa                        | Non in casa                      | Immune                         | Eleonora Lalla Lorenzo          | Lalla Lorenzo Tati                    | Eleonora Lalla Tati         | Alessandro Lalla Tati    | Francesco Lalla Tati               | Francesco Lalla Tati              | Vincitore (Giorno 92)            | Vincitore (Giorno 92)            | 19                          |
| Lalla       | Non in casa                         | Non in casa                        | Non in casa                      | Immune                         | Emanuela Flavio Romeo           | Alessandro Flavio Romeo               | Alessandro Flavio Romeo     | Flavio Mascia Romeo      | Alessandro Flavio Mascia           | Alessandro Flavio Francesco       | Seconda classificata (Giorno 92) | Seconda classificata (Giorno 92) | 27                          |
| Tati        | Mathias                             | Niente nomination                  | Emanuela Lorenzo Serena          | Emanuela Mathias Romeo         | Alessandro Lalla Romeo          | Alessandro Flavio Romeo               | Alessandro Flavio Romeo     | Alessandro Flavio Mascia | Alessandro Flavio Mascia           | Alessandro Flavio Mascia          | Terza classificata (Giorno 92)   | Terza classificata (Giorno 92)   | 25                          |
| Francesco   | Niente nomination                   | Eleonora                           | Alessandro Eleonora Mascia       | Lorenzo Romeo Tati             | Alessandro Romeo Tati           | Eleonora Lorenzo Tati                 | Eleonora Lalla Tati         | Flavio Mascia Romeo      | Flavio Mascia Tati                 | Alessandro Flavio Lalla           | Quarto classificato (Giorno 92)  | Quarto classificato (Giorno 92)  | 9                           |
| Alessandro  | Niente nomination                   | Eleonora                           | Emanuela Romeo Serena            | Eleonora Romeo Tati            | Lalla Lorenzo Tati              | Lalla Lorenzo Tati                    | Eleonora Lalla Tati         | Lalla Romeo Tati         | Francesco Lalla Tati               | Francesco Lalla Tati              | Eliminato (Giorno 85)            | Eliminato (Giorno 85)            | 23                          |
| Mascia      | Mathias                             | Niente nomination                  | Eleonora Francesco Lorenzo       | Lorenzo Mathias Romeo          | Lalla Lorenzo Romeo             | Lalla Lorenzo Romeo                   | Eleonora Lalla Tati         | Lalla Romeo Tati         | Francesco Lalla Tati               | Eliminata (Giorno 78)             | Eliminata (Giorno 78)            | Eliminata (Giorno 78)            | 9                           |
| Romeo       | Niente nomination                   | Eleonora                           | Eleonora Lorenzo Tati            | Eleonora Emanuela Lorenzo      | Alessandro Emanuela Lalla       | Lalla Lorenzo Mascia                  | Eleonora Lalla Tati         | Alessandro Lalla Tati    | Eliminato (Giorno 71)              | Eliminato (Giorno 71)             | Eliminato (Giorno 71)            | Eliminato (Giorno 71)            | 25                          |
| Eleonora    | Non votante                         | Non votante                        | Emanuela Romeo Serena            | Lorenzo Mathias Romeo          | Emanuela Flavio Lalla           | Alessandro Flavio Lalla               | Alessandro Flavio Francesco | Eliminata (Giorno 64)    | Eliminata (Giorno 64)              | Eliminata (Giorno 64)             | Eliminata (Giorno 64)            | Eliminata (Giorno 64)            | 23                          |
| Lorenzo     | Niente nomination                   | Luana                              | Eleonora Filippo Romeo           | Eleonora Emanuela Romeo        | Alessandro Emanuela Lalla       | Alessandro Flavio Romeo               | Eliminato (Giorno 50)       | Eliminato (Giorno 50)    | Eliminato (Giorno 50)              | Eliminato (Giorno 50)             | Eliminato (Giorno 50)            | Eliminato (Giorno 50)            | 17                          |
| Emanuela    | Giancarlo                           | Niente nomination                  | Alessandro Eleonora Tati         | Lorenzo Mathias Romeo          | Flavio Lalla Romeo              | Eliminata (Giorno 36)                 | Eliminata (Giorno 36)       | Eliminata (Giorno 36)    | Eliminata (Giorno 36)              | Eliminata (Giorno 36)             | Eliminata (Giorno 36)            | Eliminata (Giorno 36)            | 11                          |
| Mathias     | Non votante                         | Non votante                        | Eleonora Filippo Serena          | Alessandro Eleonora Mascia     | Eliminato (Giorno 29)           | Eliminato (Giorno 29)                 | Eliminato (Giorno 29)       | Eliminato (Giorno 29)    | Eliminato (Giorno 29)              | Eliminato (Giorno 29)             | Eliminato (Giorno 29)            | Eliminato (Giorno 29)            | 6                           |
| Serena      | Giancarlo                           | Niente nomination                  | Alessandro Eleonora Tati         | Eliminata (Giorno 15)          | Eliminata (Giorno 15)           | Eliminata (Giorno 15)                 | Eliminata (Giorno 15)       | Eliminata (Giorno 15)    | Eliminata (Giorno 15)              | Eliminata (Giorno 15)             | Eliminata (Giorno 15)            | Eliminata (Giorno 15)            | 5                           |
| Filippo     | Niente nomination                   | Eleonora                           | Emanuela Lorenzo Serena          | Ritirato (Giorno 13)           | Ritirato (Giorno 13)            | Ritirato (Giorno 13)                  | Ritirato (Giorno 13)        | Ritirato (Giorno 13)     | Ritirato (Giorno 13)               | Ritirato (Giorno 13)              | Ritirato (Giorno 13)             | Ritirato (Giorno 13)             | 2                           |
| Laura       | Giancarlo                           | Niente nomination                  | Ritirata (Giorno 6)              | Ritirata (Giorno 6)            | Ritirata (Giorno 6)             | Ritirata (Giorno 6)                   | Ritirata (Giorno 6)         | Ritirata (Giorno 6)      | Ritirata (Giorno 6)                | Ritirata (Giorno 6)               | Ritirata (Giorno 6)              | Ritirata (Giorno 6)              | 0                           |
| Luana       | Non votante                         | Non votante                        | Espulsa (Giorno 3)               | Espulsa (Giorno 3)             | Espulsa (Giorno 3)              | Espulsa (Giorno 3)                    | Espulsa (Giorno 3)          | Espulsa (Giorno 3)       | Espulsa (Giorno 3)                 | Espulsa (Giorno 3)                | Espulsa (Giorno 3)               | Espulsa (Giorno 3)               | 1                           |
| Giancarlo   | Non votante                         | Eliminato (Giorno 1)               | Eliminato (Giorno 1)             | Eliminato (Giorno 1)           | Eliminato (Giorno 1)            | Eliminato (Giorno 1)                  | Eliminato (Giorno 1)        | Eliminato (Giorno 1)     | Eliminato (Giorno 1)               | Eliminato (Giorno 1)              | Eliminato (Giorno 1)             | Eliminato (Giorno 1)             | 3                           |
| Annotazioni | Vedi note 1,2,3,4 e 5               | Vedi note 1,2,3,4 e 5              | Vedi nota 6                      | Vedi nota 7                    | Nessuna                         | Nessuna                               | Nessuna                     | Nessuna                  | Nessuna                            | Nessuna                           | Nessuna                          | Nessuna                          |                             |
| Nominati    | Giancarlo Mathias                   | Eleonora Luana                     | Eleonora Emanuela Lorenzo Serena | Eleonora Lorenzo Mathias Romeo | Alessandro Emanuela Lalla Romeo | Alessandro Flavio Lalla Lorenzo Romeo | Eleonora Lalla Tati         | Lalla Romeo Tati         | Flavio Francesco Lalla Mascia Tati | Alessandro Flavio Francesco Lalla | Flavio Francesco Lalla Tati      | Flavio Francesco Lalla Tati      |                             |
| Ritirati    | Laura                               | Laura                              | Filippo                          | Nessuno                        | Nessuno                         | Nessuno                               | Nessuno                     | Nessuno                  | Nessuno                            | Nessuno                           | Nessuno                          | Nessuno                          |                             |
| Espulsi     | Luana                               | Luana                              | Nessuno                          | Nessuno                        | Nessuno                         | Nessuno                               | Nessuno                     | Nessuno                  | Nessuno                            | Nessuno                           | Nessuno                          | Nessuno                          |                             |
| Eliminati   | Giancarlo 3 voti su 5 per eliminare | Eleonora 4 voti su 5 per eliminare | Serena 27% per eliminare         | Mathias 33% per eliminare      | Emanuela 57% per eliminare      | Lorenzo 58% per eliminare             | Eleonora 44% per eliminare  | Romeo 42% per eliminare  | Mascia 48% per eliminare           | Alessandro 57% per eliminare      | Francesco 14% (su 4)             | Tati 19% (su 4)                  |                             |
| Eliminati   | Giancarlo 3 voti su 5 per eliminare | Eleonora 4 voti su 5 per eliminare | Serena 27% per eliminare         | Mathias 33% per eliminare      | Emanuela 57% per eliminare      | Lorenzo 58% per eliminare             | Eleonora 44% per eliminare  | Romeo 42% per eliminare  | Mascia 48% per eliminare           | Alessandro 57% per eliminare      | Lalla 27% (su 4)                 | Flavio 40% per vincere           |                             |

- Nota 1: I candidati al primo ballottaggio sono Giancarlo e Mathias, sono le donne della casa a decidere chi dei due deve abbandonare il gioco.
- Nota 2: Le candidate al secondo ballottaggio sono Eleonora e Luana, sono gli uomini della casa a decidere chi delle due deve abbandonare il gioco.
- Nota 3: Luana viene espulsa dal gioco per aver omesso durante le selezioni di aver partecipato e vinto l'edizione 1996 di Miss Italia nel mondo.
- Nota 4: In seguito all'espulsione di Luana, rientra in gioco Eleonora, colei che era stata eliminata a seguito del ballottaggio svoltosi durante la prima puntata.
- Nota 5: Laura durante il quinto giorno di permanenza nella casa si ritira dal gioco perché non si trovava a proprio agio davanti alle telecamere.
- Nota 6: Filippo si ritira dal gioco per continui litigi con la produzione, la quale non forniva cibo, sigarette e cose varie ai concorrenti.
- Nota 7: In seguito ai ritiri di Laura e Filippo entrano nella casa due riserve: Flavio e Lalla, che in qualità di nuovi concorrenti, sono immuni dalle nomination.

## Episodi di particolare rilievo
- Il concorrente italo-londinese Filippo Nardi si arrabbia ferocemente con la produzione per la mancanza di cibo e di sigarette, e decide di abbandonare volontariamente la casa. La riserva che entra al suo posto, Flavio Montrucchio, vincerà questa edizione.
- Per la prima volta partecipano al programma una madre, Emanuela, e un concorrente straniero (camerunese), Mathias.
- La durata della seconda edizione doveva essere di 99 giorni come la prima, ma la partenza del programma, prevista per il 13 settembre 2001, viene rinviata di una settimana a causa degli attentati dell'11 settembre.
- Come nella precedente edizione, anche in questa la sigla del programma ha la musica di Max Longhi e Giorgio Vanni.
- La finale ha fatto registrare 10 990 000 spettatori ed il 44,18% di share.

## Ascolti
| Puntata    | Messa in onda     | Telespettatori | Share  |
| ---------- | ----------------- | -------------- | ------ |
| 1          | 20 settembre 2001 | 7 911 000      | 33,04% |
| 2          | 27 settembre 2001 | 7 488 000      | 30,06% |
| 3          | 4 ottobre 2001    | 7 649 000      | 31,30% |
| 4          | 11 ottobre 2001   | 7 556 000      | 31,09% |
| 5          | 18 ottobre 2001   | 7 859 000      | 32,06% |
| 6          | 25 ottobre 2001   | 7 649 000      | 31,05% |
| 7          | 1º novembre 2001  | 6 992 000      | 29,95% |
| 8          | 8 novembre 2001   | 8 167 000      | 32,32% |
| 9          | 15 novembre 2001  | 8 006 000      | 31,51% |
| 10         | 22 novembre 2001  | N.D.           | N.D.   |
| 11         | 29 novembre 2001  | 8 414 000      | 32,53% |
| 12         | 6 dicembre 2001   | 8 654 000      | 33,82% |
| Semifinale | 13 dicembre 2001  | N.D.           | N.D.   |
| Finale     | 20 dicembre 2001  | 10 990 000     | 44,18% |
| Media      | Media             | 8 111 000      | 32,74% |